# Enzo Francescoli
Enzo Francescoli Uriarte (født 12. november 1961 i Montevideo, Uruguay) er en tidligere uruguayansk fodboldspiller, der gennem 1980'erne og 1990'erne spillede som midtbanespiller på Uruguays landshold, samt hos flere sydamerikanske og europæiske klubber, primært River Plate og Olympique Marseille. Han blev i 2004 udvalgt til FIFA 100, en kåring af de 125 bedste nulevende fodboldspillere gennem historien, og blev også i både 1984 og 1995 kåret til Årets spiller i Sydamerika.
Francescoli blev argentinsk mester med River Plate to gange, og vandt desuden Copa Libertadores i 1996. Med Olympique Marseille vandt han det franske mesterskab i 1990.

## Landshold
Francescoli nåede i løbet af sin karriere at spille 72 kampe og score 15 mål for Uruguays landshold, som han repræsenterede i årene mellem 1982 og 1997. Han var med til at vinde hele tre Copa América-titler med landet, og deltog også ved både VM i 1986 i Mexico og VM i 1990 i Italien.

## Titler
Argentinsk mesterskab
- 1986 og 1997 med River Plate

Ligue 1
- 1990 med Olympique Marseille

Copa América
- 1983, 1987 og 1995 med Uruguay